# Christisonia legocia
Christisonia legocia är en snyltrotsväxtart som beskrevs av Günther von Mannagetta und Lërchenau Beck. Christisonia legocia ingår i släktet Christisonia och familjen snyltrotsväxter. Inga underarter finns listade i Catalogue of Life.